# 哈尔测度
数学分析中，哈尔测度（Haar measure）是赋予局域紧致拓扑群一个“不变体积”并从而定义那些群上的函数的一个积分的一种方法。
这个测度由匈牙利数学家哈爾·阿爾弗雷德于1933年发明 。哈尔测度用于数学分析，数论，群论，表示论，估计理论和遍历理论的很多方面。

## 预备知识
对于一个局域紧致豪斯多夫拓扑群（G,・） ，其所有的紧子集生成的σ-代数被称为波莱尔代数（Borel algebra），波莱尔代数的元素即为波莱尔集。对于群G的元素g和子集S，可以定义S的左变换和右变换：
- 左变换:

{\displaystyle gS=\{g.s\,:\,s\in S\}}
- 右变换:

{\displaystyle Sg=\{s.g\,:\,s\in S\}}
左/右变换使波莱尔集映射为波莱尔集。
对于一个作用于G的波莱尔子集上的测量μ，如果对所有的波莱尔子集S和所有的g有
{\displaystyle \mu (gS)=\mu (S).\quad }
则称这个测度μ是左变换不变的。相应可以定义右变换不变性。

## 哈尔定理
在差一个正因子常数的情形下，如果G的波莱尔子集上的一个唯一可加的非平凡测度μ满足如下性质：
- 对任意的g和波莱尔子集E，μ是左变换不变的:

{\displaystyle \mu (gE)=\mu (E)}
- 对所有的紧致集K，μ是有限的:

{\displaystyle \mu (K)<\infty }
- 在波莱尔集E上μ是外部正则(outer regular)[2]的:

{\displaystyle \mu (E)=\inf\{\mu (U):E\subseteq U,U{\text{ open and Borel}}\}}
- 在波莱尔开集E上μ是内部正则(inner regular)的:

{\displaystyle \mu (E)=\sup\{\mu (K):K\subseteq E,K{\text{ compact}}\}}
那么这个G上的测度μ便被称为左哈尔测度。 特别的，如果G是紧致的那么μ(G)是有限且正的，因此总可以通过设定一归一条件μ(G) = 1，而G上唯一地指定一个左哈尔测度。
左哈尔测度对于所有的σ-有限波莱尔集都满足内部正则条件，但此条件对所有波莱尔集却不一定成立。
左哈尔测度的存在性和唯一性（相差一个因子的意义下）被André Weil第一次完整的证明。Weil的证明采用了选择公理之后Henri Cartan在避免使用此公理的情况下同样完成了证明。1963年Alfsen对Cartan的论证给出了简化而全面的表述。对于第二可数空间局域紧致群的不变测度也于1933年被Haar证明。

## 右哈尔测度
同样可以证明存在一个唯一（相差一个正因子的意义下）的右变换不变的波莱尔测度ν满足上面的正则条件且在紧致集合上有限，但并不要求它与左变换不变的哈尔测度μ相同。仅对于幺模群(unimodular groups)左哈尔测度与右哈尔测度才相同。ν和μ之间也有些简单的关系。
对一个波莱尔群 S, 记其中每一个元素的逆的集合为{\displaystyle S^{-1}}，如果定义
{\displaystyle \mu _{-1}(S)=\mu (S^{-1})\quad }
那么这个{\displaystyle \mu _{-1}}便构成一个右哈尔测度。其右变换不变性表现如下：
{\displaystyle \mu _{-1}(Sg)=\mu ((Sg)^{-1})=\mu (g^{-1}S^{-1})=\mu (S^{-1})=\mu _{-1}(S).\quad }
又因为右测度是唯一的，因此对于所有波莱尔集合S，μ-1和ν相差一个正因子k，满足：
{\displaystyle \mu (S^{-1})=k\nu (S)\,}

## 哈尔积分(Haar integral)
由勒贝格积分理论，可以定义G上所有波莱尔测度方程f的积分。这个积分便是哈尔积分(Haar integral). 如果μ是一个左哈尔测度，那么对任意一个方程f，都有
{\displaystyle \int _{G}f(sx)\ d\mu (x)=\int _{G}f(x)\ d\mu (x)}

## 参看
- 哈尔
- 哈尔小波